# مقاطعة كالكاسكا (ميشيغان)
مقاطعة كالكاسكا هي مقاطعة في ميشيغان، بلغ عدد سكانها 17٬153  نسمة، في 2010، عاصمتها كالكاسا، تبلغ مساحتها 1٬478 كيلومتر مربع.

## الموقع
تشترك في الحدود مع:
- مقاطعة أنتريم (ميشيغان).

## التقسيمات الإدارية
- كالكاسا.